# A Fazenda 2 (trilha sonora)
A Fazenda é uma trilha sonora do programa da Rede Record A Fazenda 2. Esse álbum foi lançado em 2009 pela Warner Music. Esse CD contém onze faixas de variados estilos musicais, e algumas das músicas são de participantes do programa, como a música “Pôr-do-Sol”, do compositor e cantor Maurício Manieri, “Minha Vida Toda”, de MC Leozinho, e a música “Reflexo”, da banda do integrante Igor Cotrim. A trilha contém ainda as músicas “Pra Sempre Te Adorar", de Rick & Renner, e “Tocando em Frente”, do cantor Daniel.

## Faixas
1. "Pôr-do-Sol" - Maurício Manieri
2. "Sinais" - Sorriso Maroto
3. "Salada Mista" - Banda Djavú e DJ Juninho Portugal
4. "Alma de Beija Flor" - Gian & Giovani
5. "Minha Vida Toda" - MC Leozinho
6. "Pra Sempre Te Adorar" - Rick & Renner
7. "Tocando em Frente" - Daniel
8. "Uma Só Voz" - Aline Calixto
9. "Reflexo" - Beep - Polares
10. "Quando a Noite Cair" - Kelly Key
11. "Química do Amor" - Magníficos